# Слуда (Тарногский район)
Слуда — деревня в Тарногском районе Вологодской области.
Входит в состав Тарногского сельского поселения, с точки зрения административно-территориального деления — центр Шевденицкого сельсовета (с 2001 года).
Расстояние до районного центра Тарногского Городка по автодороге — 5 км. Ближайшие населённые пункты — Михеевская, Погоняевская, Хом.
По переписи 2002 года население — 316 человек (150 мужчин, 166 женщин). Всё население — русские.